# 湯姆歷險記 (2011年電影)
《湯姆歷險記》（Tom Sawyer）是一部2011年德國電影，由赫敏·亨特格博斯執導，路易斯·霍夫曼、莱昂·塞德尔等人主演，劇情改編自馬克·吐溫的同名小說。

## 劇情
小男孩湯姆·索亞與弟弟錫德、波莉阿姨住在小鎮聖彼得堡，他平時喜歡與一幫小夥伴四處玩耍，捉弄成年人，他最好的夥伴是流浪兒哈克貝利·費恩。湯姆也一直暗戀鎮上柴契爾法官的女兒貝琪·柴契爾。
一次湯姆與哈克無意中在墓地見到印地安人喬殺死醫生報仇，這事成了兩人心中的陰影，兩人相互盟誓不得將真相說出。但後來湯姆因不忍見到無辜的老酒鬼被鎮民認作兇手而吊死，便在法庭上挺身而出指認印地安人喬，印地安人喬馬上逃走。湯姆與哈克擔心遭報復，而逃到小島上，他們無意中見到印地安人喬挖出了一批寶藏。波莉阿姨與鎮民們以為湯姆已死，為他舉辦了葬禮，這時湯姆突然在教堂現身，讓眾人備感驚訝。
湯姆與貝琪共同進入山洞探險，兩人在幽森的洞穴之中迷了路，湯姆最終找到了出口，卻見到印地安人喬也來到此地取走寶藏，湯姆與貝琪沿著繩梯爬上洞口逃走，湯姆切斷繩梯的下半部使印地安人喬摔死。結局時，湯姆與哈克找到了印地安人喬的寶藏。

## 演員
- 路易斯·霍夫曼 飾 湯姆·索亞
- 莱昂·塞德尔（英语：Leon Seidel） 飾 哈克貝利·費恩（英语：Huckleberry Finn）
- Magali Greif（德语：Magali Greif） 飾 貝琪·柴契爾
- 海克·瑪卡琪 飾 波莉阿姨
- 班諾·福曼（英语：Benno Fürmann） 飾 印地安人喬
- 彼得·洛梅爾（英语：Peter Lohmeyer） 飾 柴契爾法官
- Andreas Warmbrunn（德语：Andreas Warmbrunn） 飾 錫德
- 西尔维斯特·格罗特（英语：Sylvester Groth） 飾 魯濱遜醫生
- Thomas Schmauser（德语：Thomas Schmauser） 飾 牧師
- 辛纳克·勋纳曼（英语：Hinnerk Schönemann） 飾 警長

## 獲獎及提名
| 年分   | 獎項                              | 類別           | 得獎者或提名者                                     | 結果 |
| ------ | --------------------------------- | -------------- | -------------------------------------------------- | ---- |
| 2011年 | Gilde-Filmpreis                   | 最佳兒童電影獎 | -                                                  | 獲獎 |
| 2012年 | 德國電影獎                        | 最佳兒童電影獎 | Boris Schönfelder、Neue Schönhauser Filmproduktion | 提名 |
| 2012年 | Guild of German Art House Cinemas | 兒童電影       | 赫敏·亨特格博斯                                    | 獲獎 |
| 2012年 | 木星獎                            | 最佳德國女演員 | 海克·瑪卡琪                                        | 提名 |
| 2012年 | 木星獎                            | 最佳德國男演員 | 班諾·福曼                                          | 提名 |

## 外部連結
- 互联网电影数据库（IMDb）上《湯姆歷險記》的资料（英文）